# Chongqing Airlines
Chongqing Airlines (重庆航空) est une compagnie aérienne basée à Chongqing, en Chine, proposant des vols réguliers domestiques dans le pays.
Chongqing Airlines a 402 employés en 2008.

## Histoire
Chongqing Airlines est détenu par China Southern Airlines (60%) et la "Chongqing Municipal Development & Investment Company" (40%). La compagnie est fondée le 16 juin 2007, et a reçu sa licence de l'Administration de l'aviation civile de Chine le 4 juillet 2007.
Son premier vol a lieu le 8 juillet 2007 et relie Chongqing à Shanghai.

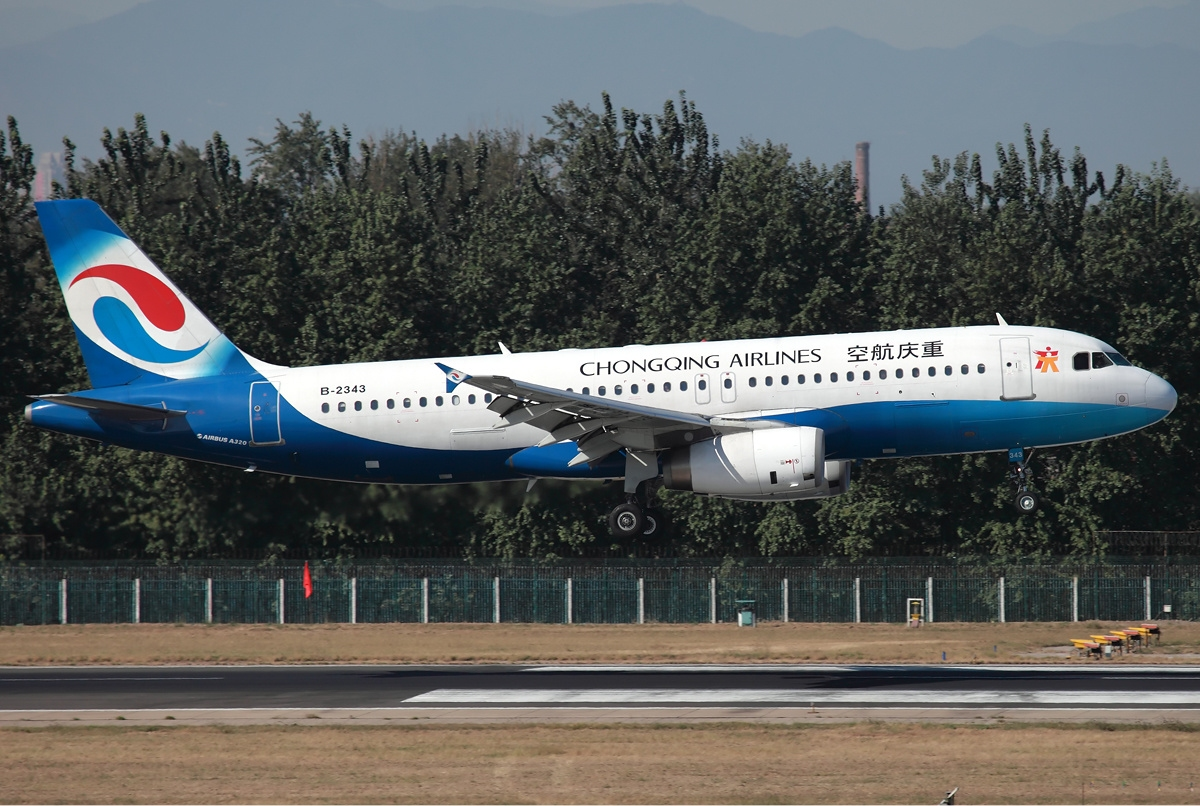
Un Airbus A320 de Chongqing Airlines

## Destinations
Chongqing Airlines dessert diverses destinations en Chine ainsi que Phuket - Aéroport international de Phuket.

## Flotte

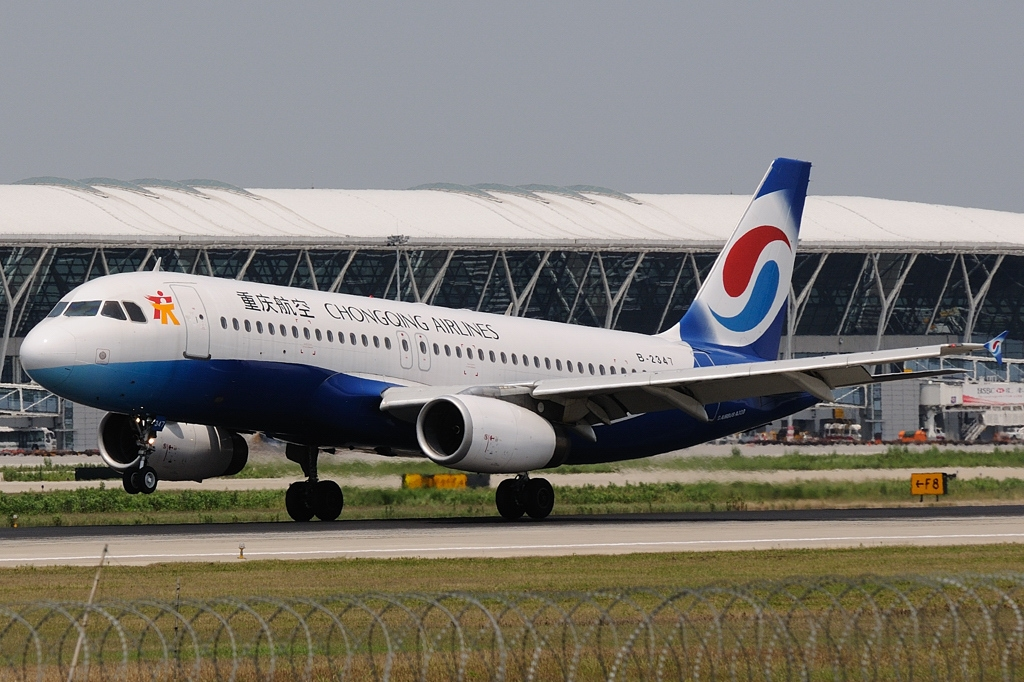
Avion de Chongqing Airlines.à l'aéroport de Shanghaï

En octobre 2020, la flotte de Chongqing Airlines comprenait les appareils suivants:

## Galerie photos

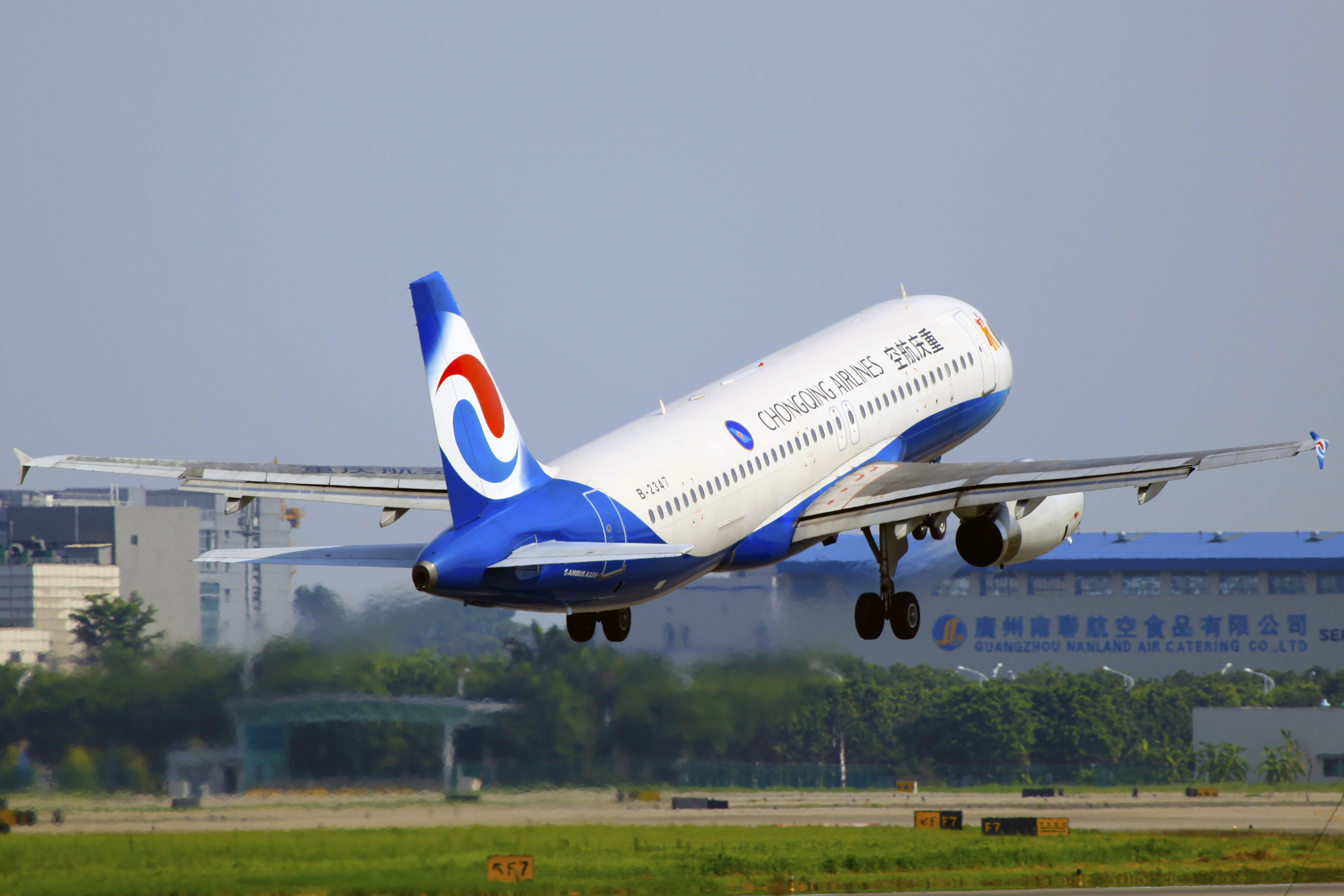
A320-233 de la compagnie au décollage
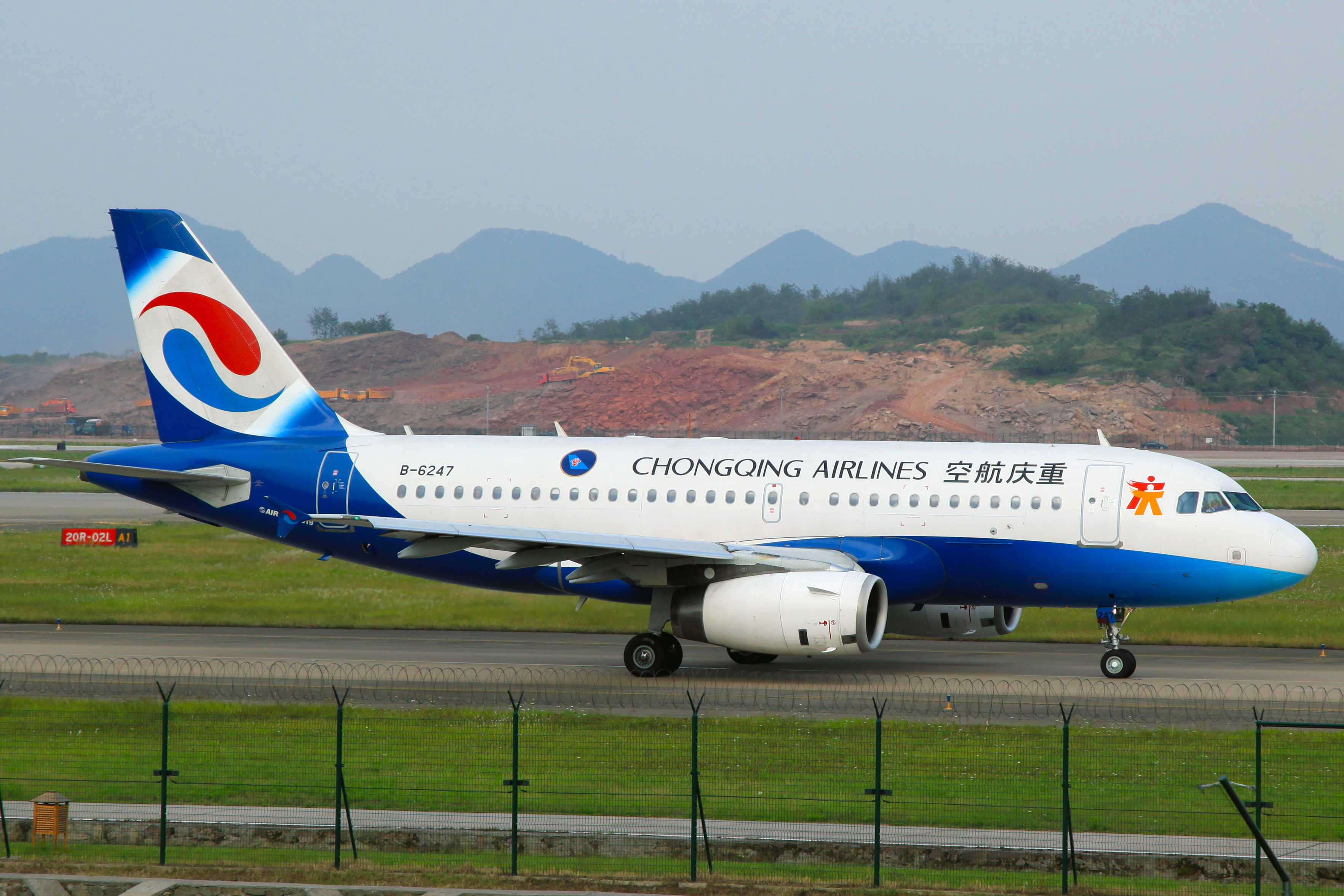
Un Airbus A319 aux couleurs de la compagnie
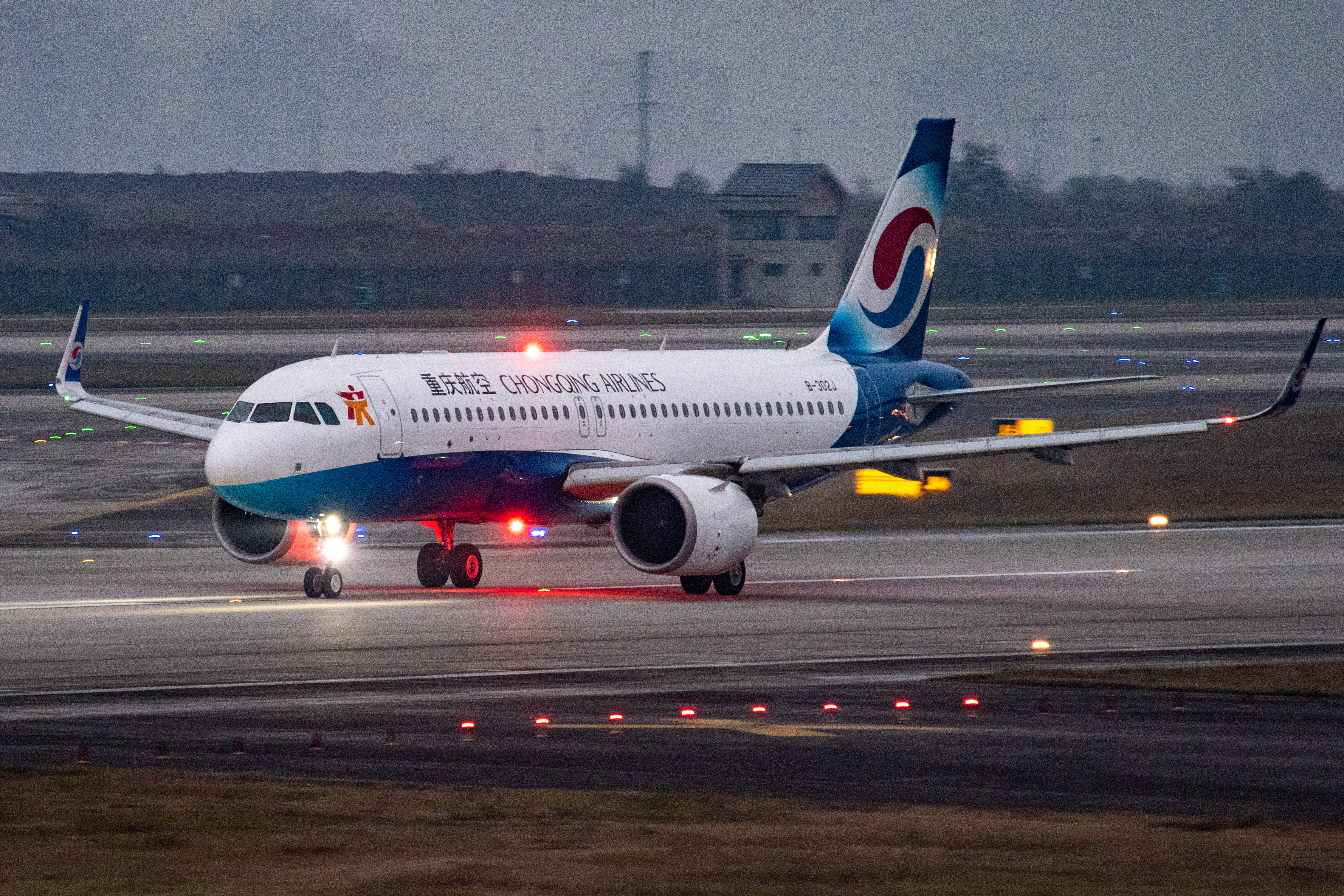
Airbus A320neo de Chongqing Airlines
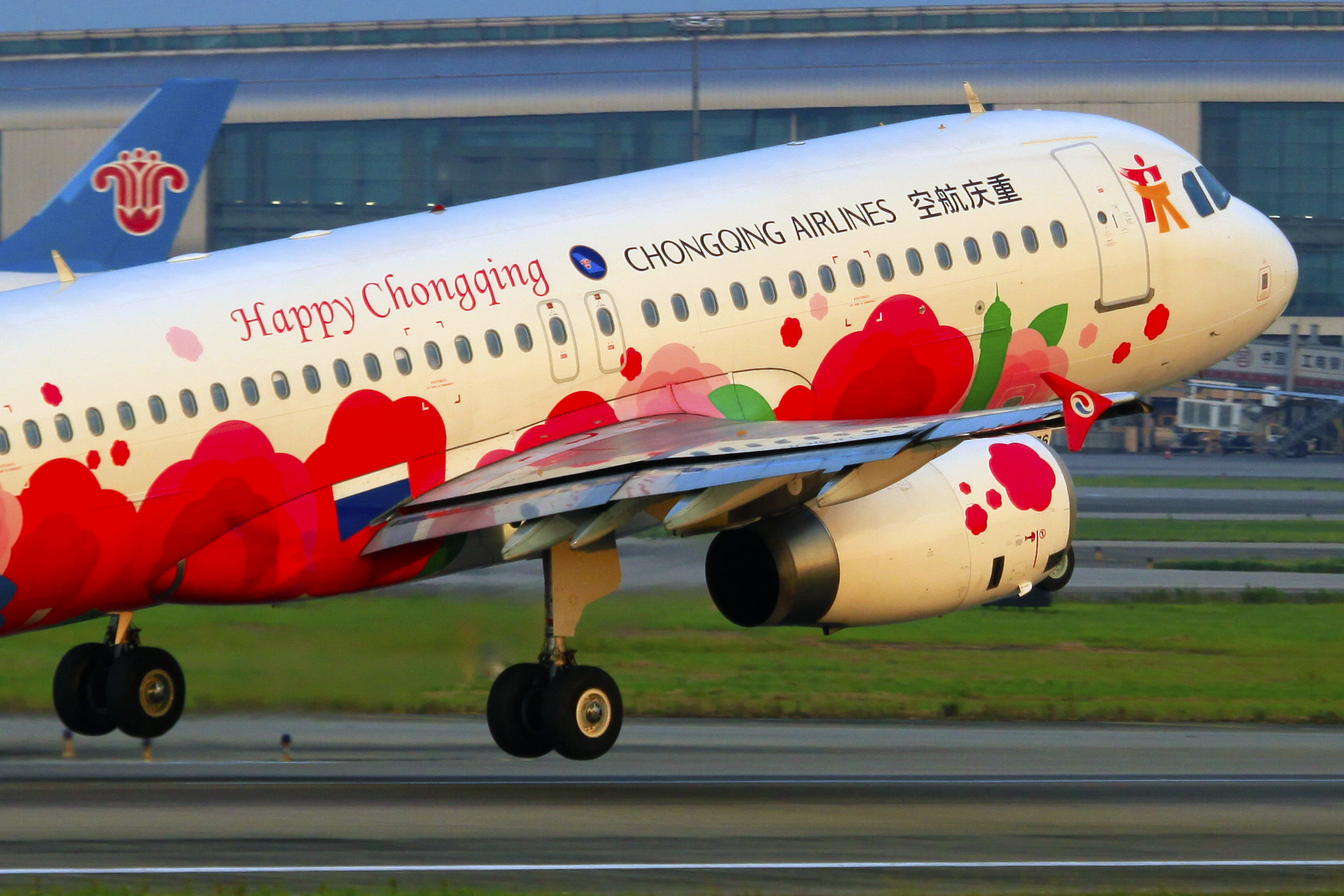
Livrée "Happy Chongqing"
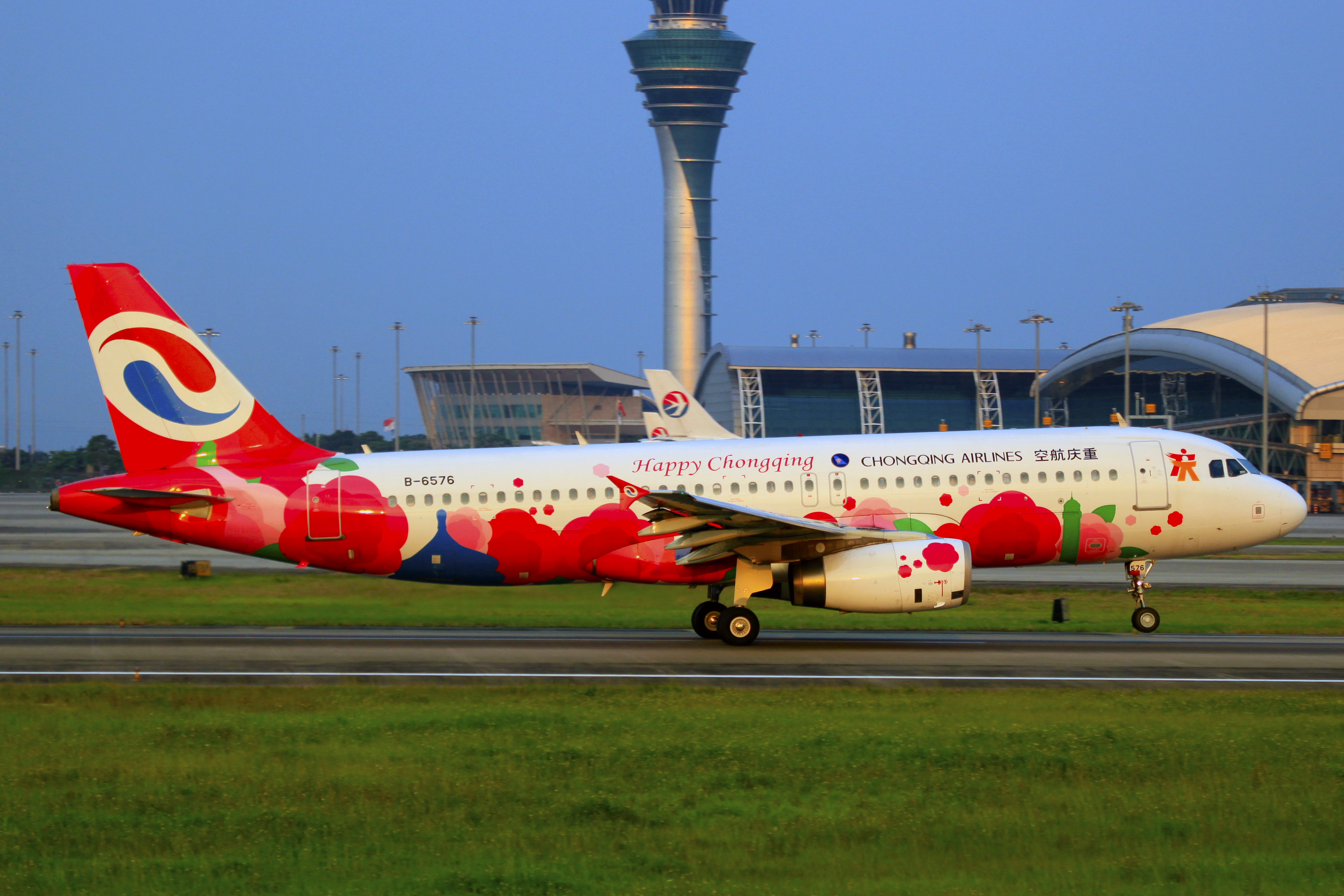
Airbus A320-232